# 濱田達也
濱田 達也（はまだ たつや、1988年12月16日 -）は、地方競馬の船橋競馬場の騎手である。
勝負服の柄は胴青・白ダイヤモンド、袖青。京都府京都市伏見区出身。血液型O型。地方競馬教養センター騎手課程第85期生。「はまちゃん」や「はまー」のニックネームで親しまれている。

## 来歴
2007年3月31日付けで地方競馬騎手免許を取得。同年5月2日第2回船橋競馬第3日目第1競走3歳条件戦（12.5万円以上40万円以下）6番人気ローランボボスで初騎乗（9頭立て8着）。
2008年4月から9月30日までの予定で高知競馬場で期間限定騎乗を行ったが、期間を延長し2009年3月20日まで騎乗して20勝した。高知競馬での所属は雑賀正光厩舎。遠征前の成績は26戦0勝。
2008年5月11日第12回黒潮皐月賞で5番人気タケショウクイーンに騎乗し優勝、デビュー54戦目にして初勝利をあげた。またこれが重賞初騎乗であり、重賞初騎乗初勝利ともなった。また同馬で佐賀競馬場の第50回九州ダービー栄城賞にも遠征（12頭立て10番人気8着）、第26回高知優駿では5番人気ながら2着と好走した。
2009年1月12日第23回全日本新人王争覇戦出場（12人中5位）。
2009年5月5日船橋競馬第11競走豊四季特別（C2一組）6番人気ベイトゥリーに騎乗し優勝、南関東での初勝利をあげた。
2010年1月29日川崎競馬で行われた若手騎手限定フレッシュジョッキーシリーズ第1回未来賞に7番人気トミケンソリッドで挑み優勝した。
2012年3月9日大井競馬で行われた若手騎手限定フレッシュジョッキーシリーズ第3回ユースフルステッキ賞に7番人気ブラックイーグルで挑み優勝した。
地方通算成績は1783戦74勝・2着99回・3着135回・勝率4.2%・連対率9.7%（2021年7月2日現在）